# Macrina de Jongere
Macrina de Jongere (Caesarea, 327 - Pontus, 19 juli 379) was een non uit het vroege christendom en wordt als heilige vereerd in de Rooms-Katholieke Kerk en de Oosters-orthodoxe kerken. Ze was een zus van Gregorius van Nyssa.

## Biografie
Macrina de Jongere werd in 327 in Caesara geboren als het oudste kind van een gezin van negen kinderen. Drie van haar broers zouden bisschop weten te worden: Gregorius van Nyssa, Basilius van Caesarea en Petrus van Sebaste. Ze was vernoemd naar haar grootmoeder van moeders zijde: Macrina de Oudere. Ze werd in de Bijbel onderricht door haar religieuze moeder Emmelia. Al op jonge leeftijd werd Macrina door haar vader uitgehuwelijkt, maar de huwelijkskandidaat stierf nog voor het huwelijk voltrokken kon worden. Vanaf dit moment beschouwde Macrina zichzelf als een maagd-weduwe en weigerde ze alle aanzoeken die ze nadien zou krijgen.
Na het overlijden van haar toekomstige echtgenoot bleef Macrina leven op het familielandgoed waar ze samen met familie, vrienden en dienaars en volgelingen een religieuze gemeenschap vormde. Macrina had een beslissende invloed op haar broer Basilius om zijn leven aan de kerk te wijden en ook voedde ze haar jongste broer Petrus op. Gregorius noemde haar zijn belangrijkste leraar. Tijdens een hongersnood in Cappadocië maakte Macrina een ronde langs de vuilnishopen en ze nam aldaar de achtergelaten babymeisjes mee om ze thuis als haar eigen kinderen op te voeden. In 370 overleed haar moeder Emmelia en daarop volgde Macrina haar op als overste van de gemeenschap. Negen jaar later overleed ze zelf.